# Жулов, Фёдор Егорович
Фёдор Егорович Жулов (1919, Старый Оскол, Курская губерния — 23 апреля 1944, Каменец-Подольская область) — младший лейтенант Рабоче-крестьянской Красной Армии, участник Великой Отечественной войны, Герой Советского Союза (1944).

## Биография
Фёдор Жулов родился в 1919 году в городе Старый Оскол (ныне — Белгородская область). В раннем возрасте вместе с семьёй переехал в Грозный, где окончил семь классов школы и школу фабрично-заводского ученичества, после чего работал слесарем в одном из грозненских НИИ. Одновременно учился в аэроклубе. В 1940 году Жулов был призван на службу в Рабоче-крестьянскую Красную Армию. В 1942 году он окончил Тамбовскую военную авиационную школу пилотов. С июня 1943 года — на фронтах Великой Отечественной войны. Принимал участие в боях на Воронежском и 1-м Украинском фронтах. Летал на штурмовике «Ил-2».
К марту 1944 года младший лейтенант Фёдор Жулов был штурманом эскадрильи 235-го штурмового авиаполка 264-й штурмовой авиадивизии 5-го штурмового авиационного корпуса 2-й воздушной армии 1-го Украинского фронта. К тому времени он совершил 103 боевых вылетов на штурмовку скоплений боевой техники и живой силы противника, нанеся тому большие потери. За эти боевые заслуги был представлен к званию Героя Советского Союза.
Трагически погиб в авиационной катастрофе 23 апреля 1944 года при перелёте на аэродром в Ровно. Первоначально был похоронен в селе Перемышель Славутского района Хмельницкой области, после войны перезахоронен в Славуте.
Указом Президиума Верховного Совета СССР от 26 октября 1944 года за «образцовое выполнение боевых заданий командования на фронте борьбы с немецкими захватчиками и проявленные при этом отвагу и геройство» младший лейтенант Фёдор Жулов посмертно был удостоен высокого звания Героя Советского Союза.
Также был награждён орденом Ленина, двумя орденами Красного Знамени (11.09.1943; 07.02.1944), орденом Отечественной войны 2-й степени (16.10.1943).

## Память
В честь Жулова названа улица в Грозном.Установлен памятник в селе Сапрыкино, Губкинского  района, Белгородской области в 1975 г.